# Per curiam
Per curiam (lat. ‚durch das Gericht, im Namen des Gerichts‘) ist ein Rechtsbegriff, der ein Gerichtsurteil beschreibt, welches den gesamten Standpunkt eines Kollegialgerichts anonym und ohne Sondervotum formuliert. Bei einer Prozessordnung mit Mehrheitsprinzip ist dies der Standpunkt der entscheidungstragenden Mehrheit. Die per-curiam-Entscheidung ist die vorgegebene Urteilsart im deutschen Rechtskreis, obwohl die deutschsprachige Rechtswissenschaft diesen Begriff nicht verwendet. Tatsächlich gehört per curiam zur Rechtssprache des Common Law.
Antonyme: Sondervotum, Mindermeinung